# Ocellularia rhicnopora
Ocellularia rhicnopora är en lavart som beskrevs av Mason Ellsworth Hale 1981. 
Ocellularia rhicnopora ingår i släktet Ocellularia och familjen Thelotremataceae. Inga underarter finns listade i Catalogue of Life.